# Haskell (Oklahoma)
Haskell – miasto w Stanach Zjednoczonych, w stanie Oklahoma, w hrabstwie Muskogee.